# Etida
Etida je instrumentalna skladba prvenstveno namijenjena usavršavanju u tehnici sviranja, odnosno svladavanju određenog tehničkog problema (ljestvice, arpeggia, oktave, trileri i sl.) Obično je etida građena monotematski u obliku dvodijelne ili trodijelne pjesme, ronda ili fuge. Etida u modernom smislu nastaje u doba kada je klavir svojim širokim tehničkim mogućnostima definitivno potisnuo čembalo. Temelje razvoju moderne klavirske etide postavili su Johann Baptist Cramer i Muzio Clementi. Njezinom su daljem izgrađivanju dali značajne priloge Ignaz Moscheles, Carl Czerny, Johann Nepomuk Hummel, Sigismond Thalberg, Adolf von Henselt, Stephen Heller i dr.
Usporedno s razvojem instrumentalne glazbe javila se potreba za pisanjem
tehničkih vježbi. Među najstarija djela te vrste ide tabulatura Oswalda Holtzacha.
Po svojoj prvenstveno tehničkoj namjeni u preteče etide ubrajaju se neki oblici glazbe
za instrumente s tipkama; npr. pojedine toccate talijanskih majstora, zatim fantazije
i kod njemačkih skladatelja osobito preludiji. Klavirska etida brojčano i glazbenim sadržajem premašuje etide za druge instrumente.
Istaknuti skladatelji etida:
- violinske etide: Federigo Fiorillo, Pierre Gaviniès i Franz Benda.
- za violončelo su etide skladali: Justus Johann Friedrich Dotzauer, David Popper, Auguste Joseph Franchomme;
- harfa: Joseph Francois Nadermann, Wilhelm Posse, Nicholas-Charles Bochsa,
- U najnovije doba nastaje još i etida za orkestar, odnosno za solistički instrument i orkestar: Darius Milhaud, Igor Stravinski i Frank Martin.

Sam naziv etide javlja se oko 1800. godine, ali isprva nije vezan samo za tehničke studije nego ima šire znašenje poput izraza Capriccio s kojima se sve do sredine 19. st. često podudara. Koncertne klavirske etide skladali su Frédéric Chopin, Aleksandr Skrjabin, Karol Szymanowski, Claude Debussy, Bela Bartok i mnogi drugi.